# 小沼将太
小沼 将大（おぬま しょうた、1989年8月9日 - ）は、日本の俳優、モデル。茨城県出身。元オスカープロモーション所属。元男劇団 青山表参道Xのメンバー。オムニア所属

## 略歴
2017年11月14日、事務所の所属俳優・モデルで結成された「男劇団 青山表参道X」のメンバーになる。
2022年2月1日、オスカープロモーションを円満退所し、フリーで活動することをTwitterで報告。
2023年10月1日よりオムニア所属
2024年1月27日、「小沼将大」へ改名を発表。

## 人物
特技は野球、サッカー、裁縫。趣味はサーフィン、スケートボード、ゴルフ。

## 出演

### 舞台・ミュージカル
- PERFECT BOY FACTORY（2012年12月13日 - 16日、シアターブラッツ） - 土井楽人 役
- ミュージカル『テニスの王子様』2ndシーズン - 跡部景吾 役
  - 全国大会 青学vs立海（2014年7月12日 - 9月28日、TOKYO DOME CITY HALL 他）
  - Dream Live 2014（2014年11月15日 - 16日・11月22日 - 24日、さいたまスーパーアリーナ 他）
- 新・幕末純情伝（2015年1月7日 - 11日、新国立劇場 小劇場） - 近藤勇 役
- ヘブンイレブン!（2015年3月11日 - 15日、俳優座劇場） - 野久保一郎 役
- 戦国無双〜関ヶ原の章〜（2015年5月2日 - 7日、シアター1010） - 真田信之 役
- DARMA〜ダルマ〜（2015年6月18日 - 23日、紀伊國屋ホール） - 平次 役
- 音楽劇「金色のコルダ Blue♪Sky」 - 榊大地 役
  - First Stage（2015年9月4日 - 13日・2016年12月8日 - 18日、全労済ホール スペース・ゼロ）
  - Second Stage（2016年12月8日 - 18日、全労済ホール スペース・ゼロ）[1]
- 負けんな漫研!（2015年10月30日 - 11月3日、新宿村LIVE） - 網野遊太 役
- 舞台「黒子のバスケ」 - 青峰大輝 役
  - THE ENCOUTER（2016年4月8日 - 24日、サンシャイン劇場）
  - OVER-DRIVE（2017年6月22日 - 7月17日、AiiA 2.5 Theater Tokyo 他）
  - IGNITE-ZONE（2018年4月6日 - 5月13日、サンシャイン劇場 他）
  - ULTIMATE-BLAZE（2019年4月30日 - 5月19日、COOL JAPAN PARK OSAKA TTホール 他）
- Bank Bang Lesson!!（2016年8月30日 - 9月4日、六行会ホール） - 銀行員 役
- 主人がオオアリクイに殺されて1年が過ぎました。（2016年10月5日 - 10日、俳優座劇場） - 東龍之介 役
- 僕らのピンク スパイダー（2017年3月9日 - 3月20日、紀伊國屋ホール）[2]
- イケメン戦国 THE STAGE - 真田幸村 役
  - 〜真田幸村編〜（2017年4月19日 - 23日、博品館劇場）
  - ～連合軍VS“戦乱の亡者”雑賀孫一編～（2022年8月18日 - 23日、ヒューリックホール東京）[3][4]
  - ～猿飛佐助編～（2022年11月12日 - 15日、渋谷区文化総合センター大和田 さくらホール）[5][6]
  - ～帰蝶編～（2023年4月21日 - 24日、渋谷区文化総合センター大和田 伝承ホール）[7]
  - ～FINAL～（2024年8月8日 - 12日、シアター1010）[8]
- OZMAFIA!!（2017年9月7日 - 10日、全労済ホール スペース・ゼロ） - 主演・カラミア 役[9]
- ゆく年く・る年冬の陣 師走明治座時代劇祭（2017年12月、明治座 / 2018年1月、梅田芸術劇場） - 猿飛佐助 役
- 男劇団 青山表参道Ｘ
  - 旗揚げ公演「SHIRO TORA 〜beyond the time〜」（2018年6月14日 - 17日、AiiA 2.5 Theater Tokyo） - 徳川和宣 役[10]
  - 第2回公演「ENDLESS REPEATERS -エンドレスリピーターズ-」（2019年7月20日 - 28日、品川プリンスホテル クラブeX） - ルビー・猪塚諭 役[11]
- トランジット・コメディアンズのコント集～2018・夏～（2018年8月1日 - 5日、博品館劇場） - 主演 ※鎌苅健太とW主演[12]
- 最遊記歌劇伝 -異聞-（2018年9月4日 - 9日、シアターGロッソ） - 桃醍 役[13]
- もーれつア太郎 木枯らしに踊る花吹雪（2018年12月19日 - 24日、俳優座劇場） - デコッ八 役[14]
- 夢王国と眠れる100人の王子様 On Stage（2019年1月31日 - 2月3日、シアター1010 / 2月7日 - 11日、ステラボール） - ダグラス 役[15]
- 舞台『仮面ライダー斬月』-鎧武外伝-（2019年3月、日本青年館ホール / 京都劇場）[16] - 雪叢・ベリアル・グランスタイン / プロトブラーボ 役
- 舞台「この音とまれ！」（2019年8月17日 - 9月15日、こくみん共済 coop ホール スペース・ゼロ） - 高岡哲生 役[17]
- 五右衛門マジック（2019年10月10日 - 20日、CBGKシブゲキ!!） - 前田玄以 役[18]
- MASHIKAKU CONTE LIVE「リンドバーグ」（2020年1月5日 - 9日、博品館劇場）[19]
- 浪漫活劇譚『艶漢』第四夜（2020年2月16日 - 3月1日、シアターサンモール） - 大太刀一平 役[20]
- イケメン王子 美女と野獣の最後の恋 THE STAGE ～Beast Leon～（2020年12月24日 - 27日、シアター1010） - ジン＝グランデ 役[21]
- シャイニングモンスター - 佐助 役
  - ～ばくのふだ（Shining編 / Shadow編）～（2021年3月13日 - 21日、CBGKシブゲキ!!）[22]
  - 2nd STEP～てんげんつう～（2022年7月30日 - 8月4日、浅草花劇場）[23]
- マトリョーシカ（2021年6月25日 - 30日、すみだパークシアター倉）- 主演・小山洋介 役[24]
- 舞台「夜明けのうた」（2022年1月13日 - 16日、渋谷区文化総合センター大和田 さくらホール） - 加納 役[25]
- 舞台「また明日ね」（2023年2月15日 - 19日、ザ・ポケット） - 主演・椎名まもる 役[26]
- 舞台「未知」(2023年8月9日〜13日、中目黒TRY）-  主演・ミッキー 役
- 舞台「生きる」（2023年8月31日〜9月3日、シアター・アルファ東京）- 佐々木ショウタ 役
- 白虎隊 ザ・アイドル（2023年11月29日 - 12月3日、シアターサンモール）[27]
- 舞台「ギャラクシー神楽」（2023年12月20日〜12月24日、新宿村LIVE）- 飫肥大晴 役[28]
- NLTプロデュースコント公演「天使のように微笑んで財布なくしてガム踏んで」（2024年8月28日 - 9月1日、博品館劇場）[29]
- Team Unsui 第6回公演「ハイシン」（2024年9月26日、ザ・ポケット） - 日替わりゲスト[30]
- 舞台「最果てリストランテ」（2024年12月20日 - 24日、R'sアートコート）[31]
- 舞台タメ劇 vol.1「タイムカプセル Bye Bye Days」（2025年1月17日、紀伊國屋ホール） - はるちん（春田里志） 役（回替わりゲスト）[32][33]
- 劇団「ハイキュー!!」中国ツアー（2025年8月16日 - 9月30日〈予定〉、前灘 31 文化演藝中心大劇場 他） - 滝ノ上祐輔 役[34]

### テレビドラマ
- 甘王の共感スクール（2013年4月2日 - 9月24日、テレビ朝日） - 瀬名海斗 役

### CM
- ロート製薬「OXY」（2012年5月15日 - 2013年11月14日）
- エプソン（2014年）
- ダイハツ（2015年）

### 雑誌
- Fine（2012年 - 2014年、日之出出版） - 専属モデル

### ラジオ
- 小沼将太のDANGER ZONE（2010年 - 2014年3月、東京ネットラジオ） - DJ

### イベント
- 男劇団 青山表参道X Fan Event
  - 1st Fan Event 〜 X'mas Party（2017年12月25日、原宿QUEST HALL）[35]
  - 2nd Fan Event 〜ファンクラブ結成記念！ここから盛り上がっていくぞー！〜（2018年2月24日、原宿QUEST HALL）[36]
  - 3rd Fan Event 〜Happy White Day2018～（2018年3月12日、品川 THE GRAND HALL）[37]